# شکربوته
شکربوته (نام علمی: Protea repens) نام یک گونه از سرده شکربوته‌ها است.